# Apartadó
Apartadó és un municipi de Colòmbia, localitzat en la subregió d'Urabá en el departament d'Antioquia, sent el municipi més poblat d'aquesta regió. Limita pel nord i oest amb el municipi de Turbo, per l'est amb el departament de Córdoba i pel sud amb el municipi de Carepa. La seva capçalera municipal està a 310 quilòmetres de la capital departamental, Medellín i posseeix una extensió total de 607 quilòmetres quadrats. A la seva àrea urbana, Apartadó es divideix en 52 barris, repartits en 4 comunes. Mentre que en la seva part rural, compta amb 4 corregimientos i 57 veredas. El 2014 va ser la seu del Sud-americà de Rugbi B 2014.
El nom Apartadó en dialecte indígena significa Rio del Plátano, Pata: Plàtan, i Do: Riu.
Apartadó neix arran de la colonització provocada amb l'obertura de la carretera al Mar Carib del Departament d'Antioquia, i amb la persecució política que va haver-hi a Colòmbia a partir de 1948, després de l'assassinat del líder Jorge Eliécer Gaitán. Encara que la fundació del poblat es remunta a 1907, la iniciació formal de la comunitat data més precisament de 1949, un any després d'iniciada la persecució política. Anys més tard, el lloc es va convertir en un lloc de policia instal·lat per la municipalitat de Turbo en 1965. A partir d'aquí, aquest lloc de policia inicial es va convertir en corregimiento d'aquest mateix districte de Turbo.